# Sonia Peres
Sonia Peres (en hebreo: סוניה פרס‎; née Gelman; 27 de marzo de 1923-20 de enero de 2011) fue la esposa del presidente y primer ministro de Israel, Shimon Peres. Sonia sirvió en el ejército británico durante la Segunda Guerra Mundial y durante muchos años se ofreció como voluntaria de forma anónima para los niños enfermos, discapacitados y discapacitados.
Se casó con Shimon en mayo de 1945. Juntos, ayudaron a fundar el kibutz Alumot. Sonia y Shimon tuvieron tres hijos y ocho nietos.
Sonia rara vez aparecía en público, prefiriendo desempeñar un papel tras bambalinas en la carrera política de seis décadas de su esposo.

## Infancia y juventud
Sonia Gelman nació en la ciudad de Mizoch en Polonia (actualmente Ucrania) de Malka (Mamcha) y Yaakov Gelman. En 1927 hizo aliá a Eretz Israel con sus padres, su hermana mayor Batya y su hermano menor Itzik. La familia Gelman fue una de las primeras en abandonar el pueblo, con el objetivo de hacer aliá a la Tierra de Israel, y su partida causó gran revuelo. Se llevó a cabo una ceremonia de despedida, que incluyó una fiesta y discursos a los que asistieron todos los vecinos. La familia se instaló en la Aldea Juvenil Ben Shemen, cuando Malka trabajaba como ama de casa de la institución, y Yaakov se desempeñaba como jardinero y maestro de carpintería.

## Conociendo a su marido
Sonia Gelman estudió en el pueblo juvenil Ben Shemen donde vivió, y donde conoció a Shimon Persky, más tarde Shimon Peres. Peres se unió al Gar'in fundado por el Kibutz Alumot, y Sonia se quedó en el pueblo para completar sus estudios de matriculación. Aunque su relación continuó después de graduarse, principalmente a través de correspondencia, durante la Segunda Guerra Mundial los dos se separaron, con Shimon permaneciendo en el kibutz y Sonia alistándose en el ejército británico.

## Enfermera
Sonia se desempeñó como enfermera práctica en un hospital de campaña en el desierto occidental durante la campaña del norte de África. Su trabajo consistía en asistir al personal profesional en todo lo necesario para atender a los heridos. Peres dijo que un día, cuando la enfermera jefe la llamó "maldita nativa", la abofeteó y, posteriormente, la expulsaron del hospital y la enviaron a un curso de conducción de vehículos pesados en el campamento de Mina, cerca de las pirámides.

## Activista israelí y vida matrimonial
En mayo de 1945, luego de regresar a Israel, luego de completar su servicio en el ejército británico, se casó con Shimon Peres. Sonia Peres era un ama de casa que optó por mantenerse alejada de los medios y mantuvo ferozmente su privacidad y la privacidad de su familia, a pesar de la extensa carrera política de su esposo. A lo largo de los años, Peres se ha ofrecido como voluntario en varias actividades diseñadas para ayudar a los necesitados de la sociedad israelí. Entre otras cosas, ayudó en la distribución de productos alimenticios a los necesitados y también trabajó extensamente para las viudas de las FDI. En un caso, Peres adoptó a los hijos de una de las viudas, luego de su muerte, e incluso los dejó vivir por un período de tiempo en la residencia oficial del primer ministro. Sin embargo, su actividad voluntaria estuvo bajo un pesado velo de secreto, debido a la falta de voluntad de Peres para publicitar su actividad.

## Esposa del primer ministro de Israel

### 1984 – 1986
Shimon Peres asumió el cargo de primer ministro israelí en septiembre de 1984, después de muchos años de intentos fallidos de ganárselo. Esto suavizó la hostilidad de Sonia Peres hacia las actividades públicas y políticas de su esposo. Peres cumplió algunos de los roles simbólicos de la esposa de un primer ministro, principalmente como anfitriona de líderes y mujeres líderes en el extranjero. Por ejemplo, asistió a la recepción oficial en el aeropuerto Ben-Gurion del primer ministro de Dinamarca, Poul Schlüter, en septiembre de 1985 y acompañó una gira del vicepresidente estadounidense, George Herbert Walker Bush, y su esposa Barbara en Israel en julio de 1986. Sin embargo, durante los dos años que se desempeñó como esposa del primer ministro, siguió negándose a ser entrevistada y, hasta donde se sabe, incluso se abstuvo de involucrarse en asuntos políticos en los que su esposo se involucraba como parte de su trabajo.

### 1995 – 1996
Después del asesinato del primer ministro Rabin, Sonia fue la esposa del primer ministro por segunda y última vez en su vida. Esta vez, también, se abstuvo de aparecer en la oficina del primer ministro, y la mayoría del personal de la oficina ni siquiera reconoció su rostro. Durante las elecciones del decimocuarto Knesset y del primer ministro, ella no tomó ningún papel activo en la campaña electoral de su esposo, ni asistió al debate entre Peres y Benjamin Netanyahu, que fue uno de los puntos destacados de la elección. En contraste, horas antes de que se publicaran los resultados de las elecciones, familiares y amigos cercanos se reunieron en la casa de Peres, donde ella los recibió.

## Esposa del presidente de Israel
Con la elección de Shimon Peres como presidente, Sonia Peres anunció que no se mudaría con él a la residencia oficial del presidente y se quedaría en su departamento privado en Neve Avivim. Desde entonces viven separados, siguiendo a su marido, rompiendo su promesa de que de ser elegido presidente del Partido Laborista en 2002 será su último cargo público. Durante este período cambió su nombre a Sonia Gal, una abreviatura de su apellido de soltera Gelman.

## Muerte

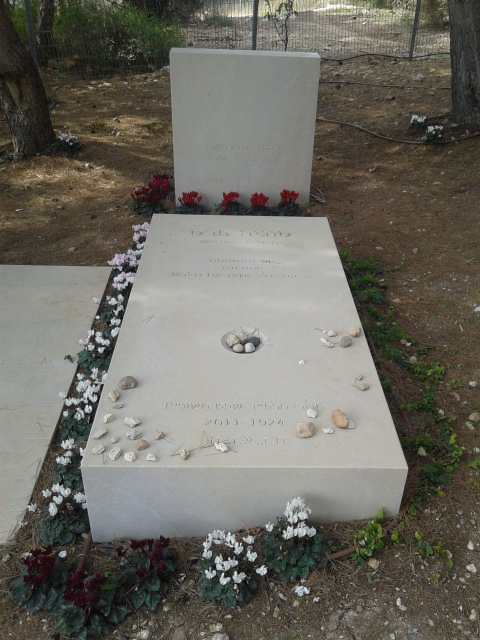
Tumba de Sonia Peres en el cementerio de la Aldea Juvenil Ben Shemen

Sonia murió el 20 de enero de 2011 en su apartamento de Tel Aviv. A petición suya, fue enterrada en el cementerio de la Aldea Juvenil Ben Shemen y no en el lugar designado para ella, junto a su esposo, en Helkat Gedolei HaUma en el Monte Herzl.